# Буркард фон Мюлленгайм-Рехберг
Барон Буркард фон Мюлленгайм-Рехберг (нім. Burkard Freiherr von Müllenheim-Rechberg; 25 червня 1910, Шпандау — 1 червня 2003, Герршинг) — німецький офіцер, дипломат і письменник, корветтен-капітан крігсмаріне (1 лютого 1943).

## Біографія
Походив з аристократичної сім'ї Мюлленгайм. В 1929 році закінчив середньо школу і того ж року вступив на службу в рейхсмаріне. З осені 1938 року — помічник німецького військово-морського аташе в Лондоні. Після початку Другої світової війни повернувся в Німеччину і служив на лінкорі «Шарнгорст», потім — на есмінці «Еріх Гізе». З травня 1940 року — 4-й артилерійський офіцер на лінкорі «Бісмарк». 27 травня 1941 року пережив загибель корабля і потрапив у британський полон. Мюлленгайм-Рехберг — найбільш високопоставлений офіцер (капітан-лейтенант) серед вцілілих членів команди лінкора. До кінця 1946 року перебував у різноманітних таборах військовополонених у Великій Британії та Канаді.
В 1949 році склав державний іспит з юриспруденції. В 1952 році вступив на службу в міністерство зовнішніх справ ФРН — радником зі зв'язків. В 1955 році брав участь в делегації НАТО в Парижі, через рік — в конференції військ НАТО в Бонні. В 1958/65 роках— посол і консул у Вест-Індії, в 1965/68 роках— посол в Демократичній Республіці Конго. В 1968/71 роках — генеральний консул в Торонто. В 1971/75 роках — посол в Танзанії. В 1975 році вийшов у відставку.

## Нагороди
- Медаль «За вислугу років у Вермахті» 4-го класу (4 роки)
- Офіцерський хрест ордена «За заслуги перед Федеративною Республікою Німеччина» (1968)